# Pavel Creangă
Pavel Creangă (n. 1933 – d. 19 martie 2004) a fost un general din Republica Moldova, care a îndeplinit funcția de ministru al apărării naționale (29 iulie 1992 - 25 ianuarie 1997).

## Biografie
Generalul Pavel Creangă a fost rudă cu Constantin Căldare născut în Sălcuța a fost numit prin Ordinul nr.83 din 27 mai 1992 în funcția de viceministru al apărării naționale. La data de 29 iulie 1992, a fost numit ca ministru al apărării naționale, îndeplinind această funcție până la 25 ianuarie 1997.
A fost trecut în rezervă cu gradul de general de divizie.
"În semn de înaltă prețuire a meritelor deosebite în edificarea și consolidarea Armatei Naționale, contribuție substanțială la apărarea independenței și integrității teritoriale a Republicii Moldova și activitate intensă în vederea adaptării sociale a veteranilor războiului din Afganistan", președintele Petru Lucinschi i-a conferit la 14 martie 2001 Ordinul "Ștefan cel Mare".